# Maskulin Music Group/Diskografie
Diese Diskografie ist eine Übersicht von musikalischen Werken, die über das Independent-Label Maskulin Music Group veröffentlicht wurden.

## Veröffentlichungen

### Alben
| Jahr | Titel Interpretation                               | Höchstplatzierung, Gesamtwochen, AuszeichnungChartplatzierungen (Jahr, Titel, Interpretation, Platzierungen, Wochen, Auszeichnungen, Anmerkungen) | Höchstplatzierung, Gesamtwochen, AuszeichnungChartplatzierungen (Jahr, Titel, Interpretation, Platzierungen, Wochen, Auszeichnungen, Anmerkungen) | Höchstplatzierung, Gesamtwochen, AuszeichnungChartplatzierungen (Jahr, Titel, Interpretation, Platzierungen, Wochen, Auszeichnungen, Anmerkungen) | Anmerkungen                                            |
| Jahr | Titel Interpretation                               | DE | AT | CH | Anmerkungen                                            |
| ---- | -------------------------------------------------- | --- | --- | --- | ------------------------------------------------------ |
| 2011 | Airmax Muzik II Fler                               | DE6 (5 Wo.)DE | AT9 (4 Wo.)AT | CH7 (4 Wo.)CH | Fortsetzung zum Mixtape Airmax Muzik                   |
| 2011 | Im Bus ganz hinten Fler                            | DE3 (5 Wo.)DE | AT7 (5 Wo.)AT | CH9 (4 Wo.)CH | Album zum gleichnamigen Buch                           |
| 2012 | Südberlin Maskulin II Fler & Silla                 | DE6 (3 Wo.)DE | AT7 (3 Wo.)AT | CH11 (2 Wo.)CH | Fortsetzung zum Kollabo-Streetalbum Südberlin Maskulin |
| 2012 | Hinter blauen Augen Fler                           | DE3 (2 Wo.)DE | AT11 (2 Wo.)AT | CH10 (2 Wo.)CH |                                                        |
| 2012 | Die Passion Whisky Silla                           | DE15 (1 Wo.)DE | AT33 (1 Wo.)AT | CH35 (1 Wo.)CH | erstes Silla-Album, das über Maskulin erschien         |
| 2013 | Blaues Blut Fler                                   | DE3 (3 Wo.)DE | AT7 (3 Wo.)AT | CH5 (3 Wo.)CH |                                                        |
| 2014 | Neue Deutsche Welle 2 Fler                         | DE2 (4 Wo.)DE | AT6 (2 Wo.)AT | CH3 (4 Wo.)CH | Fortsetzung zum Vorgänger aus dem Jahr 2005            |
| 2014 | Audio Anabolika Silla                              | DE12 (1 Wo.)DE | AT31 (1 Wo.)AT | CH23 (1 Wo.)CH |                                                        |
| 2015 | Keiner kommt klar mit mir Fler                     | DE1 (4 Wo.)DE | AT4 (3 Wo.)AT | CH3 (4 Wo.)CH | als Frank White                                        |
| 2015 | Weil die Straße nicht vergisst Fler                | DE2 (4 Wo.)DE | AT5 (3 Wo.)AT | CH5 (4 Wo.)CH | als Frank White                                        |
| 2015 | Das Leben hat kein Air System Jalil                | DE15 (1 Wo.)DE | AT23 (1 Wo.)AT | CH15 (1 Wo.)CH |                                                        |
| 2015 | Der Staat gegen Patrick Decker Fler                | DE13 (2 Wo.)DE | AT26 (1 Wo.)AT | CH14 (2 Wo.)CH | Best-of-Album                                          |
| 2016 | Vibe Fler                                          | DE1 (5 Wo.)DE | AT1 (4 Wo.)AT | CH1 (5 Wo.)CH |                                                        |
| 2017 | Epic Fler & Jalil                                  | DE1 (6 Wo.)DE | AT3 (2 Wo.)AT | CH1 (3 Wo.)CH | Kollaboalbum                                           |
| 2018 | Flizzy Fler                                        | DE4 (5 Wo.)DE | AT2 (3 Wo.)AT | CH3 (3 Wo.)CH |                                                        |
| 2018 | Black Panther Jalil                                | DE7 (1 Wo.)DE | AT31 (1 Wo.)AT | CH19 (1 Wo.)CH |                                                        |
| 2019 | Colucci Fler                                       | DE1 (7 Wo.)DE | AT2 (3 Wo.)AT | CH3 (4 Wo.)CH |                                                        |
| 2020 | Atlantis Fler                                      | DE1 (5 Wo.)DE | AT3 (4 Wo.)AT | CH5 (4 Wo.)CH |                                                        |
| 2021 | Widder Fler                                        | DE1 (4 Wo.)DE | AT2 (2 Wo.)AT | CH3 (2 Wo.)CH |                                                        |
| 2021 | Ketten raus Kragen hoch Bass Sultan Hengzt         | DE80 (1 Wo.)DE | AT45 (1 Wo.)AT | CH39 (1 Wo.)CH |                                                        |
| 2022 | Cancel Culture Nightmare Fler & Bass Sultan Hengzt | DE3 (3 Wo.)DE | AT22 (1 Wo.)AT | CH5 (2 Wo.)CH | als Frank White & Sultan Hengzt                        |

### Kompilationen
| Jahr | Titel Interpretation                                                   | Höchstplatzierung, Gesamtwochen, AuszeichnungChartplatzierungen (Jahr, Titel, Interpretation, Platzierungen, Wochen, Auszeichnungen, Anmerkungen) | Höchstplatzierung, Gesamtwochen, AuszeichnungChartplatzierungen (Jahr, Titel, Interpretation, Platzierungen, Wochen, Auszeichnungen, Anmerkungen) | Höchstplatzierung, Gesamtwochen, AuszeichnungChartplatzierungen (Jahr, Titel, Interpretation, Platzierungen, Wochen, Auszeichnungen, Anmerkungen) | Anmerkungen                                 |
| Jahr | Titel Interpretation                                                   | DE | AT | CH | Anmerkungen                                 |
| ---- | ---------------------------------------------------------------------- | --- | --- | --- | ------------------------------------------- |
| 2011 | Maskulin Mixtape Vol. 1 Fler, Silla, MoTrip, G-Hot, Nicone, DJ Gan-G   | — | — | — | zunächst nur als Download erhältlich        |
| 2012 | Maskulin Mixtape Vol. 2 Fler, Silla, G-Hot, Nicone, Sentence, DJ Gan-G | — | — | — | inklusive Vol. 1 als Bonus-CD               |
| 2013 | Maskulin Mixtape Vol. 3 Fler, Silla, Jihad, Animus, DJ Gan-G           | DE8 (1 Wo.)DE | AT9 (2 Wo.)AT | CH8 (1 Wo.)CH |                                             |
| 2014 | Maskulin Mixtape Vol. 4 – Straßenträumer Fler, Silla, Jihad, Animus    | DE17 (1 Wo.)DE | AT38 (1 Wo.)AT | CH62 (1 Wo.)CH | digital kostenlos, physisch kostenpflichtig |
| 2023 | Welle Vol. 1 Fler, Hengzt, Rosa                                        | DE17 (1 Wo.)DE | — | CH73 (1 Wo.)CH |                                             |

### Mixtapes
- 2011: Weiße Jungs bringen’s nicht (Reason; kostenlos zum Download; einziges Release über Maskulin Digital)

### Singles
| Jahr | Titel Album                                 | Höchstplatzierung, Gesamtwochen, AuszeichnungChartplatzierungen (Jahr, Titel, Album, Platzierungen, Wochen, Auszeichnungen, Anmerkungen) | Höchstplatzierung, Gesamtwochen, AuszeichnungChartplatzierungen (Jahr, Titel, Album, Platzierungen, Wochen, Auszeichnungen, Anmerkungen) | Höchstplatzierung, Gesamtwochen, AuszeichnungChartplatzierungen (Jahr, Titel, Album, Platzierungen, Wochen, Auszeichnungen, Anmerkungen) | Anmerkungen                                        |
| Jahr | Titel Album                                 | DE | AT | CH | Anmerkungen                                        |
| ---- | ------------------------------------------- | --- | --- | --- | -------------------------------------------------- |
| 2011 | Nie an mich geglaubt Airmax Muzik II        | DE64 (1 Wo.)DE | — | — | Interpret: Fler nur digital                        |
| 2011 | Minutentakt Airmax Muzik II                 | DE60 (1 Wo.)DE | — | — | Interpret: Fler                                    |
| 2011 | Polosport Massenmord Airmax Muzik II        | — | — | — | Interpret: Fler feat. MoTrip und Silla nur digital |
| 2011 | Spiegelbild Im Bus ganz hinten              | DE38 (1 Wo.)DE | — | CH73 (1 Wo.)CH | Interpret: Fler                                    |
| 2011 | Zeichen Im Bus ganz hinten                  | — | — | — | Interpret: Fler feat. Moe Mitchell nur digital     |
| 2012 | Bleib wach / Pitbull Südberlin Maskulin II  | DE79 (1 Wo.)DE | — | — | Interpret: Fler & Silla                            |
| 2012 | Nummer 1 Hinter blauen Augen                | DE92 (1 Wo.)DE | — | — | Interpret: Fler                                    |
| 2012 | Hinter blauen Augen                         | — | — | — | Interpret: Fler nur digital                        |
| 2012 | Die Passion Die Passion Whisky              | — | — | — | Interpret: Silla nur digital                       |
| 2012 | Nimm mich wie ich bin Hinter blauen Augen   | — | — | — | Interpret: Fler                                    |
| 2013 | Der erste Winter Die Passion Whisky         | — | — | — | Interpret: Silla feat. Cassandra Steen nur digital |
| 2013 | Barack Osama Blaues Blut                    | DE68 (1 Wo.)DE | — | — | Interpret: Fler                                    |
| 2013 | Pheromone Blaues Blut                       | — | — | — | Interpret: Fler                                    |
| 2014 | Stabiler Deutscher Neue Deutsche Welle 2    | DE82 (1 Wo.)DE | — | — | Interpret: Fler nur digital                        |
| 2014 | Hipster Hass Neue Deutsche Welle 2          | — | — | — | Interpret: Fler nur digital                        |
| 2014 | Schutzengel Neue Deutsche Welle 2           | — | — | — | Interpret: Fler nur digital                        |
| 2014 | Echo Audio Anabolika                        | — | — | — | Interpret: Silla feat. Flo Mega nur digital        |
| 2015 | Straßenstaub Weil die Straße nicht vergisst | — | — | — | Interpret: Fler nur digital                        |
| 2016 | Du hast den schönsten Arsch der Welt Vibe   | DE93 (1 Wo.)DE | — | — | Interpret: Fler nur digital                        |

## Musikvideos
| Jahr | Titel                                 | Interpretation                        |
| ---- | ------------------------------------- | ------------------------------------- |
| 2011 | Nie an mich geglaubt                  | Fler                                  |
| 2011 | Minutentakt                           | Fler                                  |
| 2011 | Airmax                                | Fler                                  |
| 2011 | Polosport Massenmord                  | Fler, MoTrip                          |
| 2011 | Die Welt dreht sich                   | Fler, MoTrip, DJ Sweap & DJ Pfund 500 |
| 2011 | Spiegelbild                           | Fler                                  |
| 2011 | Zeichen                               | Fler, Moe Mitchell                    |
| 2011 | Dirty White Boy                       | Fler                                  |
| 2011 | Ich leg noch einen drauf              | Nicone                                |
| 2011 | Geldregen / Immer noch kein Fan davon | Fler, G-Hot, Silla                    |
| 2011 | Freunde werden Feinde                 | Fler                                  |
| 2012 | Pitbull                               | Fler, Silla, Tsunami                  |
| 2012 | Charlie Sheen                         | Fler, Silla                           |
| 2012 | Ein Leben                             | G-Hot, Nicone, Julian King            |
| 2012 | Casino Royale                         | G-Hot, Nicone                         |
| 2012 | Nummer Eins                           | Fler                                  |
| 2012 | Hinter blauen Augen                   | Fler                                  |
| 2012 | La Vida Loca                          | Fler                                  |
| 2012 | Du bist es wert                       | Fler, Silla, Moe Mitchell             |
| 2012 | Rap Casablanca #KKK                   | Silla                                 |
| 2013 | Der erste Winter                      | Silla, Cassandra Steen                |
| 2013 | Barack Osama                          | Fler                                  |
| 2013 | Pheromone                             | Fler                                  |
| 2013 | Echte Männer                          | Fler, Silla, Jihad                    |
| 2013 | Silla der Killa                       | Silla                                 |
| 2013 | Chrome                                | Fler                                  |
| 2013 | High Heels                            | Fler, Jihad, Animus                   |
| 2013 | Schwarzes Tanktop                     | Silla, Animus                         |
| 2013 | Silberrücken                          | Silla                                 |
| 2014 | Stabiler Deutscher                    | Fler                                  |
| 2014 | Hipster Hass                          | Fler                                  |
| 2014 | Level                                 | Fler                                  |
| 2014 | Schutzengel                           | Fler                                  |
| 2014 | 1984                                  | Silla                                 |
| 2014 | Absolut Silla 2K14                    | Silla                                 |
| 2014 | Serienkilla                           | Silla                                 |
| 2014 | Echo                                  | Silla                                 |
| 2014 | Cheatday                              | Silla                                 |
| 2014 | Tempelhof                             | Silla                                 |
| 2015 | Alles Fake                            | Fler                                  |
| 2015 | Badewiese Pt. 2                       | Fler                                  |
| 2015 | Basstuning / Bordsteinfressen         | Fler                                  |
| 2015 | Straßenstaub                          | Fler                                  |
| 2015 | Zur selben Zeit                       | Fler, Jalil                           |
| 2015 | Nino Brown                            | Jalil                                 |
| 2015 | Airsystem                             | Fler, Jalil                           |
| 2016 | Unterwegs                             | Fler, Sentino                         |
| 2016 | Lifestyle der Armen und Gefährlichen  | Fler                                  |
| 2016 | Junge aus der City                    | Fler                                  |
| 2016 | Du hast den schönsten Arsch der Welt  | Fler                                  |